# Quinteto Tango Nuevo
Astor Piazzolla fondera un premier quintette de tango, appelé Quinteto Tango Nuevo (dit première époque) dans les années 1960 qu'il refondera dans les 1980 (dit deuxième époque).

## Histoire
En 1958, Astor Piazzolla dissout les deux groupes qu'il avait créé (l'octeto Buenos Aires) et part pour les États-Unis, où il enregistre les deux seuls disques de ce qu'il appelle le jazz-tango (qui sont actuellement très difficiles à trouver) avec El Quinteto J-T (Jazz-Tango).
En 1959, lors d'une représentation à Porto Rico, avec Juan Carlos Copes et María Nieves (es), il apprend la mort de son père, Vicente Nonino Piazzolla. Ástor retourne à New York, où il vivait avec sa famille, et c'est là qu'il compose "Adiós Nonino", son œuvre la plus célèbre, qui conservera la section rythmique de la pièce antérieure de  tango  "Nonino", ainsi qu'une élégie d'adieu sincère, qui deviendra synonyme de Piazzolla au fil des ans. La mort du père d'Ástor entraîna quelques ruptures dans la vie de la famille : son mariage jusqu'alors avec Dedé entra en crise et ils se séparèrent, tandis que la relation avec ses enfants fut également sérieusement altérée, ne pouvant être totalement réparée.

« Papa nous a demandé de le laisser seul pendant quelques heures. Nous sommes allés dans la cuisine. D'abord, il y avait un silence absolu. Au bout d'un moment, nous avons entendu le bandonéon. C'était une mélodie très triste, terriblement triste. Il composait "Adiós Nonino". »

— Daniel Piazzolla 
En 1990, lors d'une interview, il déclare : « Le tango numéro un est "Adiós Nonino". J'ai essayé mille fois d'en faire un meilleur et je n'ai pas pu. » Plus de 170 versions de "Adiós Nonino" par différents musiciens ont été enregistrées.

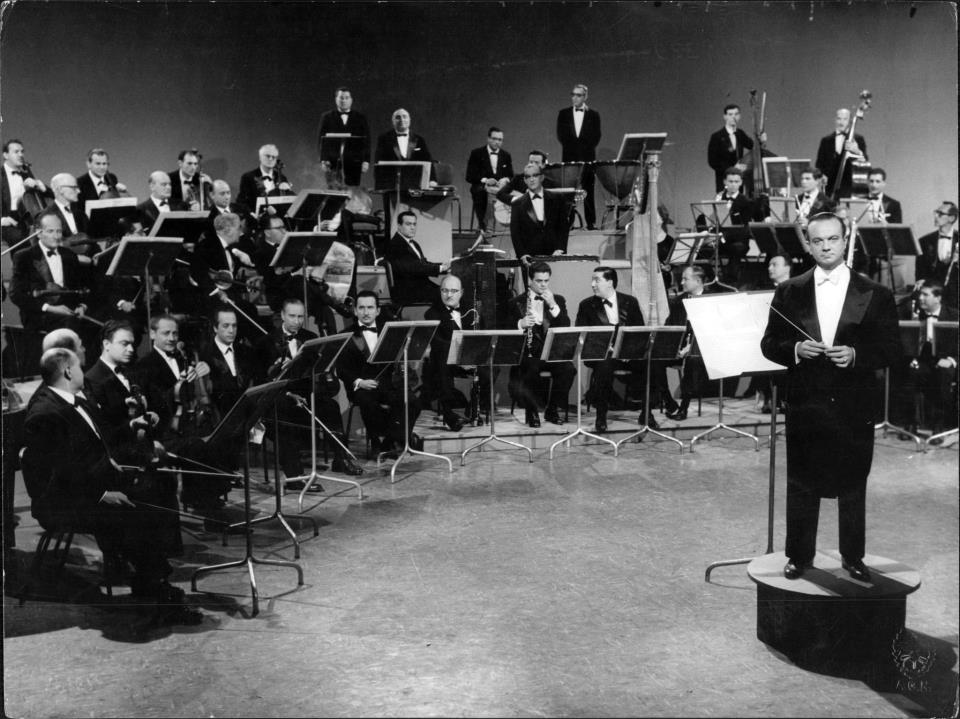
Piazzolla et son orchestre se produisent sur le canal 13, 1963.

Frustré par la tentative de jazz-tango, il retourne à Buenos Aires en 1960 et forme le groupe qui définira définitivement son style musical, qui sera la base des groupes ultérieurs et auquel il reviendra chaque fois qu'il se sentira frustré par d'autres projets : le Quinteto Tango Nuevo, formé dans sa première version, par Piazzolla au bandonéon, Jaime Gosis au piano, Simón Bajour au violon, Kicho Díaz à la contrebasse et Horacio Malvicino à la guitare électrique.
C'est avec ce groupe qu'il publiera Adiós Nonino et toutes les compositions qui ont façonné son style et dont on se souviendra le plus : Las Cuatro Estaciones Porteñas (Verano Porteño, Otoño Porteño, Invierno Porteño et Primavera Porteña), la Suite del Ángel (es) (Introducción al ángel, Milonga del Ángel, Muerte del ángel et Resurrección del ángel), La Serie del Diablo (Tango diablo, Vayamos al diablo et Romance del diablo), Revirado, Fracanapa, Calambre, Buenos Aires Hora Cero, Decarísimo, Michelángelo '70 et Fugata, entre autres. Ce dernier morceau est basé sur l'œuvre du compositeur allemand Johann Sebastian Bach.

### Le Quinteto Tango Nuevo (première époque)
Le premier Quinteto Tango Nuevo est constitué en 1960 en Argentine à son retour de New York. Il s'entoure de musiciens emblématiques et progressifs de la scène tanguera de Buenos Aires: Simón Bajour puis Elvino Vardaro au violon, Jaime Gossis au piano, Horacio Malvicino à la guitare électrique et Kicho Díaz à la contrebasse.
Ce quintette est la formation parfaite pour Piazzolla. Il y trouve un équilibre qui le galvanise et l'inspire. Piazzolla est aussi un interprète extraordinaire et un chef de groupe des plus inspirés. Son écriture est sans concession et sa musique se détache de plus en plus de la forme standard du tango populaire. Piazzolla fait une synthèse du tango des années 1940 et insère les éléments progressifs de la musique néoclassique de ces mêmes années (Bartok, Stravinsky) et du jazz Hard-Bop.
Cette formation a été dissoute en 1970.

### Le Quinteto Tango Nuevo (seconde époque)
En 1978, il retourne travailler avec le Quinteto Nuevo Tango et reprend la composition d'œuvres symphoniques et de pièces de musique de chambre.
En 1984, il se produit avec la chanteuse Milva, interprète du show « El Tango », aux théâtre des Bouffes du Nord à Paris, en France, et à Vienne, en Autriche, avec le Quinteto Tango Nuevo, où il enregistre l'album Live in Wien. Il a joué à Berlin, en Allemagne, et au théâtre Vredenburg à Utrecht, aux Pays-Bas, où le directeur de VPRO-tv, Theo Uittenbogaard, a réalisé des enregistrements et lui a permis, pour son plus grand plaisir, de jouer dans le contexte d'une projection en direct extrêmement agrandie de son bandonéon. Pour beaucoup, il s'agit de la meilleure performance et du meilleur enregistrement sonore de cet épisode de sa carrière.
Lors de la présentation du concert de 1984 à Utrecht, Astor a déclaré : « Je ne m'intéresse qu'à l'avenir
"C'est notre musique du Buenos Aires d'aujourd'hui", a déclaré Piazzolla lors de ce concert. Nous jouons cette musique avec ce groupe depuis 1960. Lorsque nous avons commencé à jouer cette musique en 1960, les gens ne la comprenaient pas. Aujourd'hui, 25 ans plus tard, cette musique n'est toujours pas comprise. Ce n'est pas une blague, c'est la vérité. Mais il y a beaucoup de jeunes qui nous comprennent. Ce sont les jeunes qui pensent et regardent vers l'avenir. Mais les gens qui regardent toujours en arrière ne comprendront jamais ma musique ni celle des autres. Je ne m'intéresse qu'à l'avenir. Je crois en l'avenir de mon pays, l'Argentine, et en l'avenir du nouveau tango. Si vous aimez notre musique, nous vous aimons. Si vous n'aimez pas notre musique, nous vous aimons aussi. »
Le quintette est à nouveau dissous en 1988.